# Инзик, Иван Петрович
Иван Петрович Инзик (укр. Іван Петрович Інзик; 1 января 1919 год, село Ландари, Полтавский уезд, Полтавская губерния — 29 июля 1985 год, село Кнышовка, Гадячский район, Полтавская область) — председатель колхоза «Червона Украина» Гадячского района Полтавской области, Украинская ССР. Герой Социалистического Труда (1971).

## Биография
Родился 1 января 1919 года в крестьянской семье в селе Ландари Полтавского уезда. Начальное образование получил в родном селе. В 1936 году окончил педагогическом училище в селе Великие Сорочинцы, после которого работал учителем. В 1939 году был призван на срочную службу в Красную Армию. Участвовал в должности командира отделения и командира взвода в Великой Отечественной войне в составе 15-й стрелковой дивизии на Южном, Брянском, Центральном и 2-м Белорусском фронтах.
После демобилизации в 1945 году работал инспектором Полтавского областного отдела народного образования, директором детского дома в Гадяче, учителем. В 1954 году избран председателем колхоза «Красная Украина» Гадячского района. Вывел колхоз в передовые сельскохозяйственные производства Гадячского района. Руководил этим предприятием в течение последующих двадцати лет. В 1971 году удостоен звания Героя Социалистического Труда «за достигнутые успехи в социалистическом соревновании и развитии сельского хозяйства».
Избирался делегатом XXV съезда КПСС и XXV съезда КПУ.
В 1979 году вышел на пенсию. Проживал в посёлке Кнышовка Гадячского района, где скончался в 1985 году.

## Награды
- Герой Социалистического Труда — указом Президиума Верховного Совета СССР от 8 апреля 1971 года
- Орден Ленина — дважды (1965, 1971)
- Орден Красной Звезды — дважды (13.08.1944; 05.11.1945)
- Орден Октябрьской Революции
- Орден Отечественной войны 1 степени (11.03.1985)
- Медаль «За отвагу» (12.09.1943)